# Changpu (sockenhuvudort i Kina, Jiangxi Sheng, lat 24,74, long 115,52)
Changpu (kinesiska: 菖蒲, 菖蒲乡) är en sockenhuvudort i Kina. Den ligger i provinsen Jiangxi, i den sydöstra delen av landet, omkring 440 kilometer söder om provinshuvudstaden Nanchang. Antalet invånare är 8 656. Befolkningen består av 4 360 kvinnor och 4 296 män. Barn under 15 år utgör 27,0 %, vuxna 15-64 år 59 %, och äldre över 65 år 12,0 %.
Runt Changpu är det tätbefolkat, med 397 invånare per kvadratkilometer. Närmaste större samhälle är Liuche, 11,4 km öster om Changpu. I omgivningarna runt Changpu växer i huvudsak städsegrön lövskog.
Genomsnittlig årsnederbörd är 1 982 millimeter. Den regnigaste månaden är maj, med i genomsnitt 404 mm nederbörd, och den torraste är oktober, med 20 mm nederbörd.